# Stanisław Heller (1894–1933)

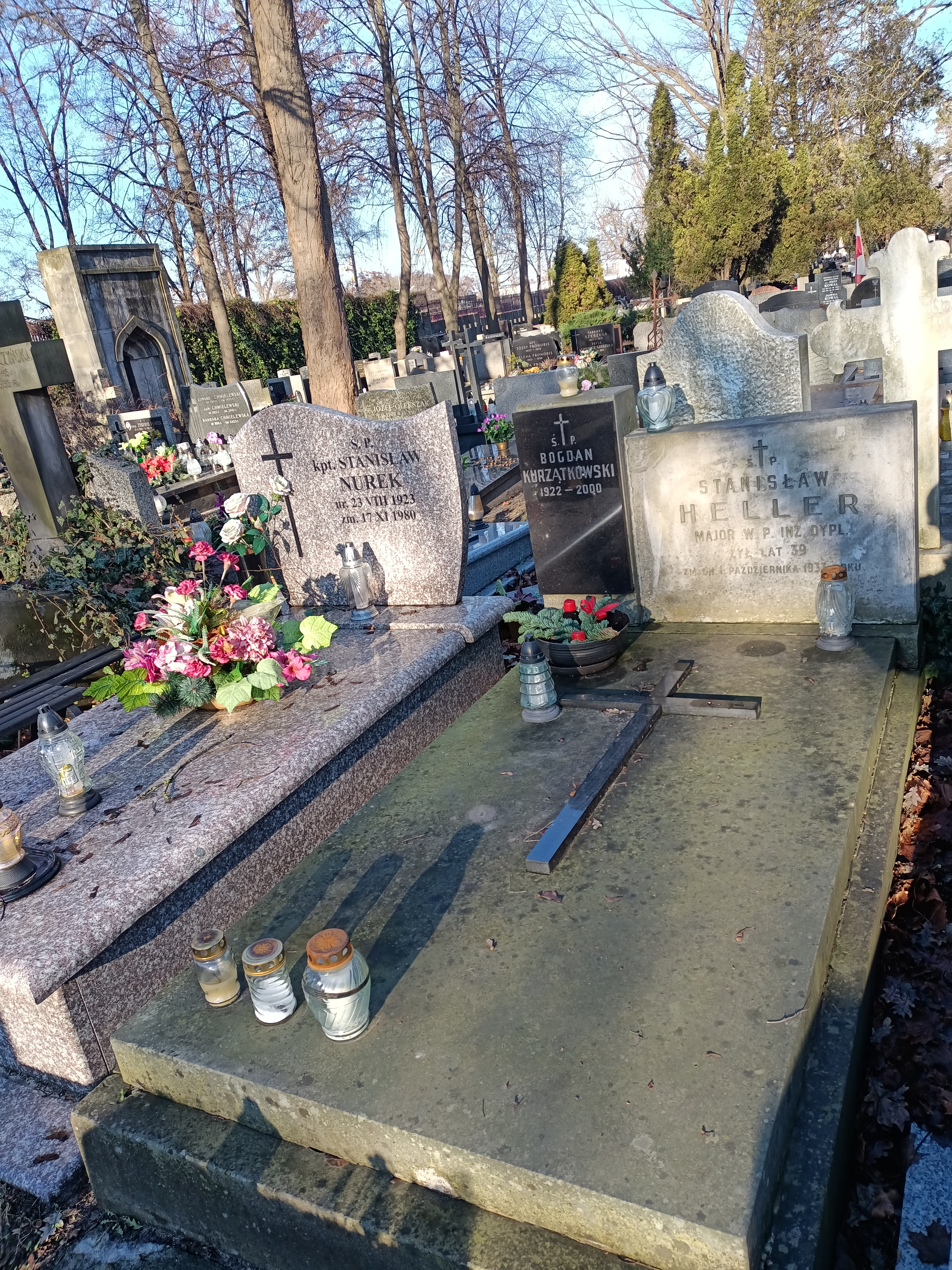
Grób Stanisława Hellera na Cmentarzu Wojskowym na Powązkach

Stanisław Heller (ur. 9 sierpnia 1894 w Złoczowie, zm. 1 października 1933 w Warszawie) – major intendent dyplomowany magister Wojska Polskiego, działacz niepodległościowy, kawaler Orderu Virtuti Militari.

## Życiorys
Urodził się 9 sierpnia 1894 w Złoczowie, ówczesnym mieście powiatowym Królestwa Galicji i Lodomerii. W latach 1905–1913 uczęszczał do c. k. Gimnazjum w rodzinnym mieście. W czerwcu 1913 złożył maturę. Następnie rozpoczął studia na Uniwersytecie Franciszkańskim we Lwowie. Był członkiem Organizacji Młodzieży Niepodległościowej „Zarzewie” i XX Polskiej Drużyny Strzeleckiej w Złoczowie.
4 sierpnia 1914 wstąpił do oddziałów strzeleckich. Walczył w szeregach 1. kompanii I batalionu 1 pułku piechoty. W maju 1915 został ranny pod Klimontowem. Po powrocie do szeregów walczył m.in. w bitwie pod Polską Górą (4–6 lipca 1916). Z narażeniem życia wyniósł z pola bitwy ciężko rannego sierżanta Mieczysława Lignara. W styczniu 1917 w dalszym ciągu pełnił służbę w 1. kompanii 1 pp. Był kapralem i komendantem sekcji. Został przedstawiony do odznaczenia austriackim Krzyżem Wojskowym Karola. Po kryzysie przysięgowym w lipcu 1917 został w wcielony do cesarskiej i królewskiej Armii, w której służył blisko rok.
Po powrocie do kraju wziął udział w obronie Lwowa, a następnie walczył w szeregach 5 pułku piechoty Legionów. 18 marca 1919 został mianowany z dniem 1 marca 1919 podporucznikiem w piechocie. Wyróżnił się 27 września 1919 podczas walce o Dyneburg, w której został lekko, a następnie ciężko ranny w nogę. Po dłuższym leczeniu, jako niezdolny do służby liniowej został przydzielony do Sekcji Piechoty Ministerstwa Spraw Wojskowych.
1 czerwca 1921 pełnił służbę w Departamencie I MSWojsk., a jego oddziałem macierzystym był nadal 5 pułk piechoty Legionów. 3 maja 1922 został zweryfikowany w stopniu kapitana ze starszeństwem od 1 czerwca 1919 i 840. lokatą w korpusie oficerów piechoty. W tym samym roku został odkomenderowany w celu ukończenia studiów. W 1924 był przydzielony z macierzystego pułku do Oddziału IV Sztabu Generalnego. Z dniem 1 listopada 1924 został przydzielony do 5 pp Leg. z równoczesnym odkomenderowaniem na jednoroczny kurs doszkolenia w Wyższej Szkole Intendentury w Warszawie. Z dniem 4 listopada 1925, po ukończeniu kursu, został przydzielony na praktykę do 10 Okręgowego Szefostwa Intendentury w Przemyślu. Później został przeniesiony do korpusu oficerów intendentów. W kwietniu 1927 został przydzielony do Biura Personalnego Ministerstwa Spraw Wojskowych na stanowisko kierownika samodzielnego referatu, a w listopadzie tego roku zwolniony z zajmowanego stanowiska z równoczesnym przeniesieniem służbowym do Wydziału Wojskowego w Ministerstwie Spraw Wewnętrznych. Z dniem 1 listopada 1929 został przeniesiony z Wojskowego Zakładu Zaopatrzenia Intendentury i Taborów do Kierownictwa Rejonu Intendentury Warszawa II. W tym samym roku uzyskał dyplom magistra praw na Uniwersytecie Lwowskim. 18 lutego 1930 prezydent RP nadał mu z dniem 1 stycznia 1930 stopień majora w korpusie oficerów intendentów i 1. lokatą. Następnie pełnił służbę w Departamencie Intendentury Ministerstwa Spraw Wojskowych. Z dniem 1 października 1932 został przeniesiony do Korpusu Ochrony Pogranicza i przydzielony do Dowództwa KOP w Warszawie na stanowisko pełniącego obowiązki zastępcy szefa Intendentury KOP. Był członkiem: Zarządu Koła byłego 1 pułku piechoty LP, Zarządu Powiatu Związku Strzeleckiego Warszawa Praga i Koła Oficerów Intendentów. Zmarł 1 października 1933 w Warszawie. Trzy dni później został pochowany na Cmentarzu Wojskowym na Powązkach.

## Ordery i odznaczenia
- Krzyż Srebrny Orderu Wojskowego Virtuti Militari[34][35]
- Krzyż Niepodległości – 7 lipca 1931 „za pracę w dziele odzyskania niepodległości”[36][37][38][39]
- Krzyż Kawalerski Orderu Odrodzenia Polski[40]
- Krzyż Walecznych czterokrotnie[40][41]
- Medal Pamiątkowy za Wojnę 1918–1921[2]
- Medal Dziesięciolecia Odzyskanej Niepodległości[2]
- łotewski Medal Pamiątkowy 1918–1928 – 6 sierpnia 1929[42]